# Etelka Freund
Etelka Freund (1879-1977) est une pianiste hongroise.
Disciple de Ferruccio Busoni, elle joue régulièrement pour Johannes Brahms durant ses années d'apprentissage. Après ses débuts en 1901, elle entame une carrière internationale au cours de laquelle elle est une des premières à faire connaître la musique de Béla Bartók. Elle y met un terme en 1910, pour la reprendre au milieu des années 1930.
Elle fait ses débuts aux États-Unis en 1947 au National Gallery of Art.

## Référence
- (en) Cet article est partiellement ou en totalité issu de l’article de Wikipédia en anglais intitulé « Etelka Freund » (voir la liste des auteurs).

1. ↑  « https://zbcollections.ch/home/#/content/7baa90b13e07499cbe983baaf6834e87 » (consulté en octobre 2019)
2. ↑  « https://lccn.loc.gov/2006579400 »